# Bundesautobahn 445

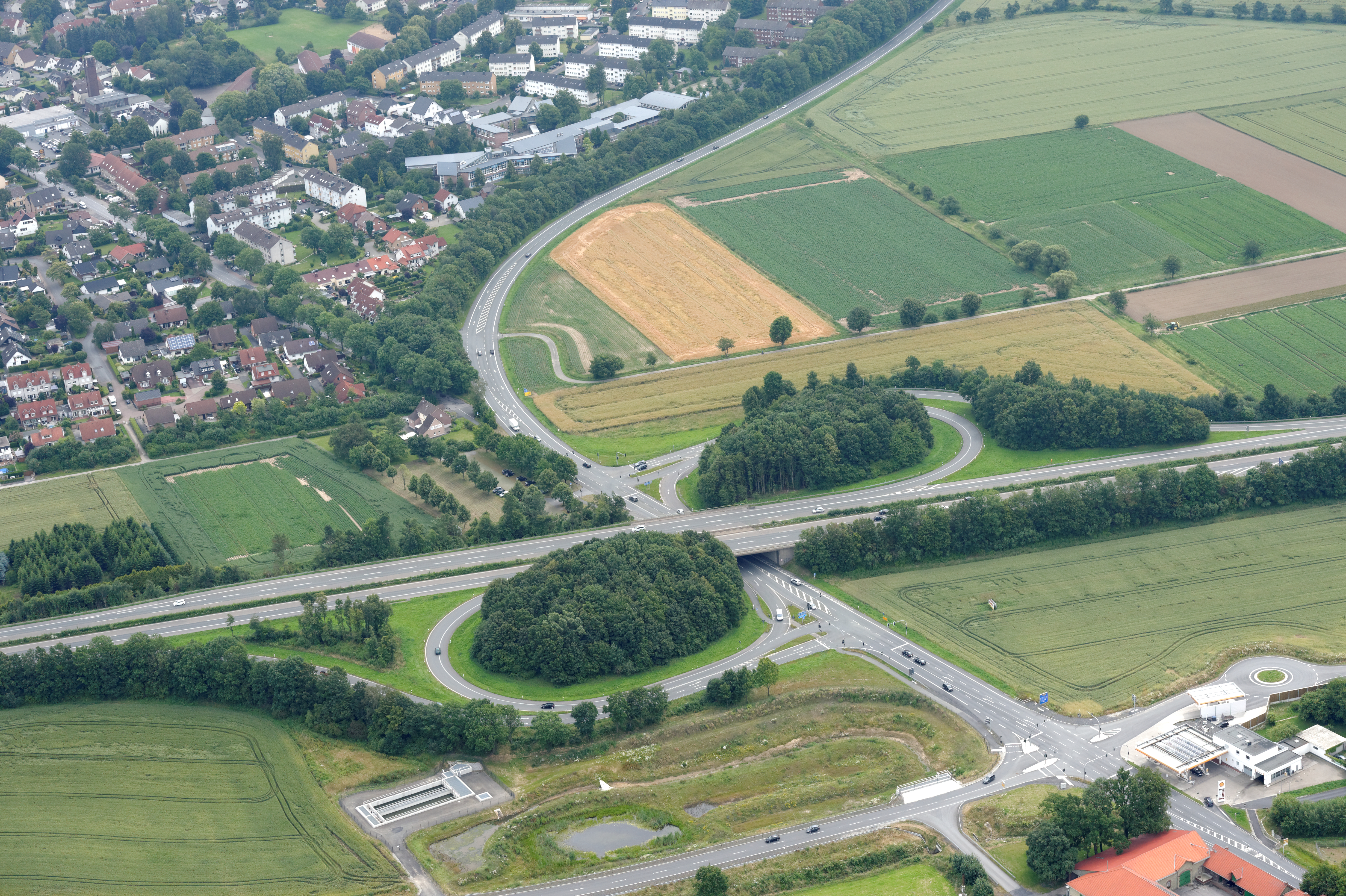
BAB 445 und die B 1

Die Bundesautobahn 445 (Abkürzung: BAB 445) – Kurzform: Autobahn 445 (Abkürzung: A 445) – führt von Werl über Wickede bis Arnsberg (Neheim-Hüsten). Dort geht sie in die A 46 über und führt so weiter bis kurz vor Olsberg. Daher übernimmt sie auch die absteigende Nummerierung der Anschlussstellen der von Bestwig kommenden A 46.

## Planungen

### Aktuelle Planungen
In Planung ist der Lückenschluss zwischen der A 2 in Hamm-Rhynern und dem heutigen Ausbauende nördlich von Werl. Die A 445 soll somit einmal eine Querspange zwischen den West-Ost-Linien A 2, A 44 und A 46 bilden. Da im Süden auch der Lückenschluss der A 46 in Richtung Hagen noch nicht erfolgt ist, ist dieses Ziel bisher erst zu einem Teil erreicht.
Der Ausbau der A 445 ist im Bundesverkehrswegeplan als vordringlicher Bedarf vorgesehen, die rund acht Kilometer lange Strecke soll mit zwei Fahrstreifen je Richtung gebaut werden. Das Planfeststellungsverfahren zum Weiterbau der A 445 zwischen Werl und der A 2 wurde im Februar 2011 eingeleitet. 2003 wurden die Baukosten auf etwa 40 Millionen Euro geschätzt, 2006 auf etwa 60 Millionen Euro. Der Ausbau ist aufgrund seines Eingriffs in die Natur umstritten. Nach einem dreitägigen Erörterungstermin im November 2012 wurde mit dem Planfeststellungsbeschluss frühestens ab Mitte 2013 gerechnet. Das Planfeststellungsverfahren wurde im Dezember 2020 beendet. In den Jahren 2021/2022 erfolgten „landespflegerische Ausgleichsmaßnahmen vor dem eigentlichen Baubeginn“.
Das Ende der A 445 im Süden zwischen Wickede und Neheim-Hüsten ist eigentlich kein richtiges Ende, stattdessen geht die Strecke direkt in den Verlauf der A 46 in Richtung Brilon über. Der Autofahrer bemerkt die Änderung der Nummerierung nur anhand der etwas ungewöhnlichen Nummerierung auf den Vorwegweisern an der Anschlussstelle Neheim. Neben der ab dort geltenden Nummerierung A 46 ist die Nummerierung A 445 dort durchgestrichen dargestellt, von der A 46 kommend in Richtung Werl entsprechend umgekehrt.
Das eigentliche Ende der A 445 und somit der Ort für das geplante Autobahndreieck mit dem noch nicht gebauten Abschnitt der A 46 in Richtung Hagen befindet sich bei Ense. Da es dort derzeit aber noch keine Anschlussstelle gibt, ist aktuell somit noch ein kurzer Abschnitt der A 46 als A 445 beschildert.

### Frühere Planungen
Ursprünglich war der geplante Beginn der A 445 ein Dreieck mit der nie gebauten Nord-Variante der A 40, der sog. Lipperlandautobahn. Die Strecke sollte über eine Lippe-Brücke weiter bis zu einem Kreuz mit der A 2 bei Rhynern führen, dem heutigen Ende des geplanten Ausbaus der Strecke im Norden. Nachdem die A 441 in Dortmund nicht als Autobahn realisiert wurde und heute nur als B 236 ausgeschildert ist und auch die A 443 bei Unna nur zum Teil gebaut wurde und inzwischen sogar wieder zur Bundesstraße abgestuft wurde, ist die A 445 die einzige von ursprünglich drei geplanten Autobahn-Querspangen im Verlauf der A 44.

## Ersetzungen
Die A 445 ersetzt im Innenstadtbereich von Werl die B 63 und ist somit auch die Nord-Süd-Ortsumgehung von Werl. Teilweise sind die typischen blauen Autobahn-Wegweiser daher auch heute noch zusätzlich mit der Bundesstraßen-Nummer versehen. Teilweise wurden diese Nummern mittlerweile aber auch überklebt.